# Seeschlacht vor Balikpapan
1. Borneo – Tarakan – Celebes – Balikpapan (See) – Balikpapan (Land) – West-Borneo – Samarinda (Ost-Borneo) – Banjarmasin (Süd-Borneo) – Ambon – Straße von Makassar – Sumatra – Palembang – Badung – Timor – Bali – Riau-Inseln – 1. Javasee – Sundastraße – Java – 2. Javasee – Niederländisch-Neuguinea – Kleine Sundainseln – Molukken – 2. Borneo
1941

Thailand – Malaiische Halbinsel – Pearl Harbor – Hongkong – Philippinen – Guam – Wake – Force Z – Borneo
1942

Burma – Rabaul – Singapur – Sumatra – Timor – Australien – Java – Salamaua–Lae – Bougainville/Buka – Shortland-Inseln – Indischer Ozean – Port Moresby – Tulagi – Korallenmeer – Midway – Nordamerika – Buna-Gona – Kokoda-Track – Nauru/Ocean Island

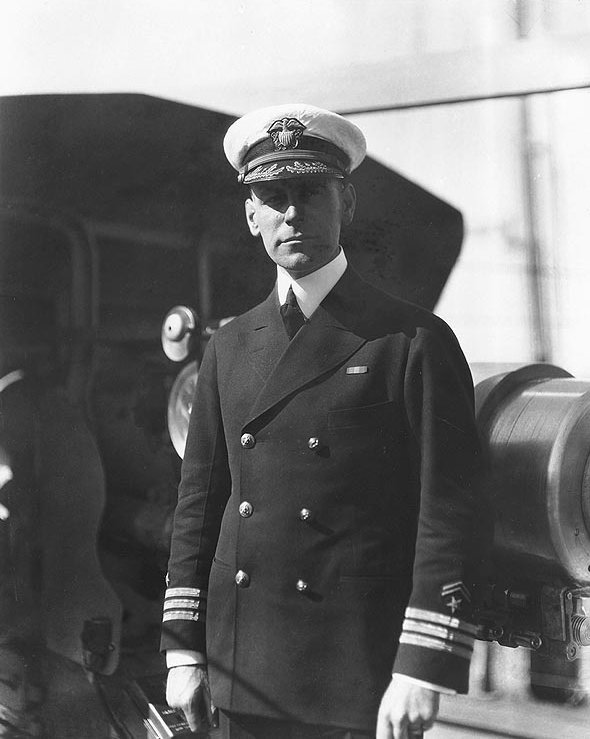
William A. Glassford in jüngeren Jahren in der Uniform eines Commanders der United States Navy.

Die Seeschlacht vor Balikpapan wurde am 24. Januar 1942 während des Zweiten Weltkriegs im Pazifikkrieg zwischen amerikanischen und japanischen Schiffen ausgefochten. Sie fand vor der Ostküste Borneos, südöstlich der Stadt Balikpapan statt und endete mit einem taktischen Sieg der Amerikaner auf See. Die Landung der japanischen Truppen am selben Tag in Balikpapan und die Eroberung der Ölfelder von Balikpapan wurde jedoch nicht verzögert.

## Vorgeschichte
Nach der erfolgreichen Einnahme der Insel Tarakan weiter nördlich durch die Japaner Mitte Januar 1942 sollten nun die wichtigen ergiebigen Ölfelder bei Balikpapan erobert werden. Die Landungseinheiten der japanischen Armee unter Generalmajor Sakaguchi Shizuo verließen für diese Aktion am 14. Januar Tarakan und setzen sich in Richtung Süden in Bewegung. Auf See trafen sie mit ihrer Begleitflotte unter Konteradmiral Nishimura Shōji zusammen.
Am 23. Januar sichtete ein alliiertes Aufklärungsflugzeug die sich nähernde japanische Flotte. Sie bestand aus 15 Truppentransportern, einem Leichten Kreuzer und 10 Zerstörern der neuesten Bauart. Admiral Thomas C. Hart, Kommandeur der Asienflotte und der alliierten ABDA-Flotte, gab Befehl, diese Invasionsstreitmacht aufzuhalten. Er beorderte die amerikanischen Leichten Kreuzer Boise und Marblehead mit sechs Zerstörern, die in Kupang auf Timor stationiert waren, in das Gebiet. Das Flaggschiff der Asienflotte, der Schwere Kreuzer Houston war nicht verfügbar, da er mit zwei weiteren Zerstörern einen Transport von Port Darwin nach Singapur begleitete.
Auf dem Weg nach Balikpapan rammte die USS Boise ein nicht kartiertes Hindernis in der Straße von Sapeh, wobei sie sich ein Loch im unteren Rumpfteil zuzog. Sie war gezwungen, nach Java zurückzukehren. Der Zerstörer USS Barker begleitete sie dabei. Kurz darauf zwang ein schwerer Turbinenschaden die USS Marblehead zum Abbruch der Mission. Sie lief mit auf 15 Knoten reduzierter Geschwindigkeit und der USS Bulmer als Geleitschutz ebenfalls zurück nach Java. Diese Missgeschicke reduzierten die Verteidigungsflotte unter Konteradmiral Glassford auf die Zerstörer USS John D. Ford, USS Pope, USS Parrot und die USS Paul Jones, das Flaggschiff der Zerstörerdivision 57.

## Die Schlacht
Obwohl die Hälfte der amerikanischen Schiffe und damit auch der Großteil der Feuerkraft verloren war, ließ Glassford die übriggebliebenen vier Zerstörer, die zudem noch älterer Bauart waren, auf die japanische Flotte zulaufen. Das Glück war auf amerikanischer Seite, als sie kurz nach Mitternacht im Einsatzgebiet eintrafen. Plötzlich tauchte aus der Dunkelheit die 4. japanische Zerstörerflottille auf und lief, angeführt von ihrem Flaggschiff, dem leichten Kreuzer Naka, auf Gegenkurs an ihnen vorbei. Obwohl die japanischen Schiffe in geringem Abstand an den amerikanischen Zerstörern vorbeiliefen, begannen sie nicht zu feuern oder gar deren Verfolgung aufzunehmen. Wie sich später herausstellte, erging der Fluchtbefehl des japanischen Kommandeurs Nishimura wegen des überraschenden Angriffs des niederländischen U-Boots K-XVII auf den Transporter Tsuruga Maru, der dabei beschädigt wurde. Auf der Flucht vor dem U-Boot sahen die Japaner die anlaufenden Amerikaner in der Dunkelheit versehentlich als eigene Schiffe an.
Die japanische Invasionsflotte war auf ihrem Weg zum Ankerplatz vor Balikpapan mehrfach alliierten Attacken ausgesetzt. Am Nachmittag des 23. Januar wurde sie von neun niederländischen B-10 Bombern angegriffen. Die nördlich von Samarinda gestarteten Flugzeuge versenkten das Transportschiff Nana Maru und beschädigten ein anderes schwer. Nachdem der Konvoi gegen 20:45 Uhr den vorgesehenen Ankerplatz erreicht hatte, lagen die japanischen Transporter in einer Zweierreihe vor der Küste von Balikpapan. In vorderster Reihe lagen acht und dahinter fünf Schiffe. Etwa eine Stunde darauf gingen die ersten Truppen an Land. Gegen 0:45 Uhr am frühen Morgen des 24. Januar torpedierte das niederländische U-Boot K-XVII einen Transporter. Kurz bevor die amerikanischen Schiffe den Schauplatz erreichten, unternahm die K-XVII einen weiteren Angriff und wurde vom japanischen U-Bootjäger Nr. 12 beschädigt.
Um 2:45 Uhr sichteten die Amerikaner die Transporter, die von drei Patrouillenbooten (ehemalige Zerstörer aus dem Ersten Weltkrieg), vier Minenlegern und vier U-Boot-Jägern bewacht wurden. Sofort begannen sie einen Angriff gegen die erste Reihe der Transporter. Zehn Torpedos wurden in vier Salven gegen die japanischen Schiffe abgeschossen, die jedoch alle vorbeiliefen oder Blindgänger waren.
Gegen 3:00 Uhr befanden sich die Amerikaner nördlich der japanischen Transporter und drehten über Steuerbord wieder nach Süden, um einen weiteren Angriff zu fahren. Noch während der Wende ortete die USS Parrot, die als drittes Schiff in der Linie fuhr, ein Ziel und schoss drei Torpedos ab. Mindestens einer traf die Sumanoura Maru, einen Transporter mit 3.519 t.
Dessen Explosion machte die Japaner darauf aufmerksam, dass sie wieder attackiert wurden. In der Dunkelheit konnten sie allerdings nicht feststellen, ob es sich um Schiffe oder U-Boote handelte. Dazu kam der von Land auf See driftende Qualm brennender Ölfässer am Strand, der den Amerikanern zusätzlich Deckung gab. Nishimura glaubte an einen weiteren U-Boot-Angriff und ließ seinen Kreuzer und die Zerstörer zum Schutz davor weiter auf See patrouillieren.

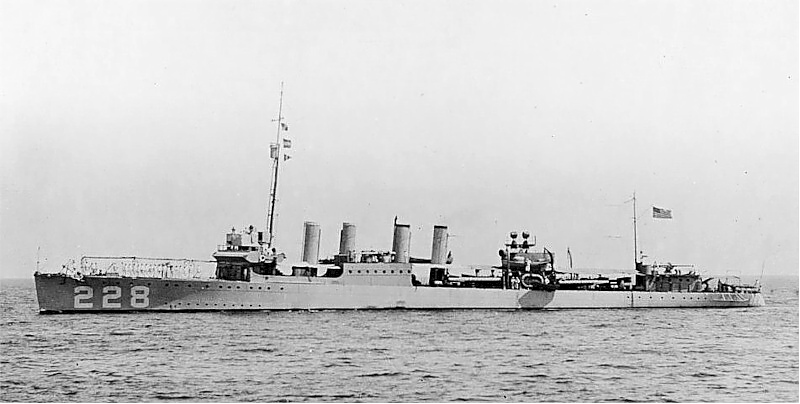
John D. Ford

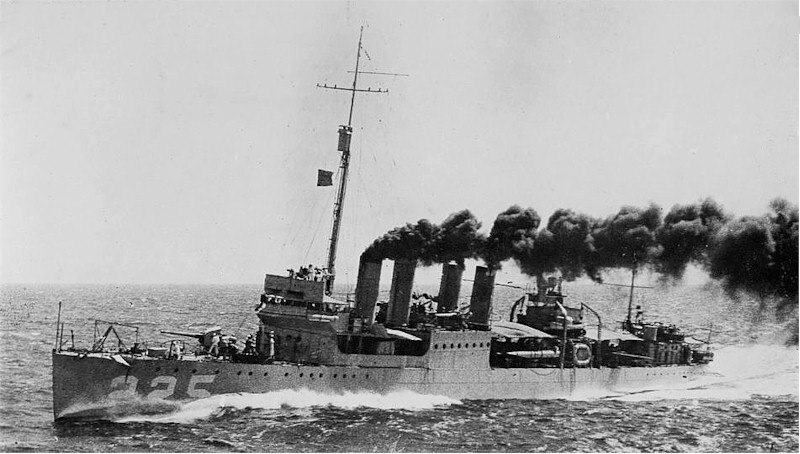
Pope

Auf ihrem nun südlichen Kurs an der äußeren Linie der Transporter vorbei sichtete die USS Pope die Silhouette eines Schiffs und schoss fünf Torpedos nach Steuerbord ab. Die USS Parrot und die USS Paul Jones taten es ihr mit eigenen Salven nach. Die Torpedos trafen den Munitionstransporter Tatsukami Maru, der mit seinen mehr als 7.000 t kurz darauf sank. Nach einem Kurswechsel Richtung Steuerbord griffen die Amerikaner nun die südlich liegenden Transporter an. Mit drei Treffern wurde das Patrouillenboot Dai-37-Gō Shōkaitei versenkt. Es konnte zwar von den Japanern später aus dem seichten Gewässer gehoben werden, doch die Schäden erwiesen sich als für eine Reparatur zu groß.
Um 3:22 Uhr schossen die USS John D. Ford und die USS Paul Jones je einen Torpedo auf die 5.175 t schwere Kuretake Maru. Die Amerikaner umrundeten den Transporter, und als sie auf östlichem Kurs lagen, schoss die USS Paul Jones einen weiteren Torpedo ab. Dieser versenkte die Kuretake Maru.
Anschließend gingen die US-Einheiten auf Nordkurs. Bis auf die USS John D. Ford hatten alle Schiffe keine Torpedos mehr an Bord. Daher eröffneten sie nun nach Plan das Feuer aus ihren Geschützen auf die Japaner. Als die führende USS John D. Ford gegen 3:35 Uhr auf Nordwest-Kurs drehte, um durch die erste Reihe der japanischen Transporter zu laufen, verpassten die folgenden Schiffe den mit Flaggen gegebenen Befehl. Die USS John D. Ford fuhr daher alleine durch die japanische Transporterphalanx, feuerte mit allen Geschützen und schoss ihre restlichen Torpedos ab. Sie traf dabei die Asahi Maru und einen weiteren Transporter, die leicht beschädigt wurden. Die Tsuruga Maru konnte mit zwei der letzten Torpedos versenkt werden. Etwa um 3:47 Uhr gelang es den Japanern von einem der Transporter aus, die USS John D. Ford auf dem Achterdeck zu treffen, wobei vier Besatzungsmitglieder leicht verwundet wurden. Dies war aber der einzige Schaden, der auf einem amerikanischen Schiff während der ganzen Schlacht auftrat.
Als alle amerikanischen Zerstörer anschließend auf Südkurs gingen, war die Schlacht beendet. Mittlerweile hatten die Naka, die Minegumo und die Natsugumo der japanischen Begleitflotte die genaue Angriffsursache erkannt und begannen die Amerikaner zu jagen. Sie waren jedoch nicht erfolgreich und gaben schon kurz darauf auf.

## Folgen der Schlacht
Der taktische Erfolg der Amerikaner wurde später heftig kritisiert, da nur sechs von 48 abgeschossenen Torpedos ihr Ziel trafen. Dies wog umso schwerer, als sie auf ankernde Schiffe abgeschossen worden waren. Zum einen lag dies am eilig ausgeführten Angriff und zum anderen auch an der großen Zahl von Blindgängern – defekten Torpedos, die beim Auftreffen nicht explodierten.
Auf Seite der japanischen Marine wurde dieser alliierte Sieg durch den überstürzten Abzug des Geleitschutzes begünstigt, der zwar mit U-Boot-Angriffen gerechnet hatte, nicht jedoch mit dem Auftauchen von Einheiten der ABDA-Flotte. Dazu kam aber auch, dass kein japanisches Transportschiff Torpedos an Bord hatte.
Der Sieg verzögerte die japanische Invasion von Borneo allerdings überhaupt nicht. Schon am selben Tag wurden die Ölfelder von Balikpapan von den Japanern eingenommen (→ Schlacht um Balikpapan).